# Attenella
Attenella je rod hmyzu z čeledi Ephemerellidae. Do tohoto rodu se řadí čtyři druhy jepic. Jako první tento rod popsal Edmunds v roce 1971.

## Seznam druhů
Do tohoto rodu patří čtyři druhy:
- Attenella attenuata (McDunnough, 1925)
- Attenella delantala (Mayo, 1952)
- Attenella margarita (Needham, 1927)
- Attenella soquele (Day, 1954)